# Rektoratsschule Hilden
Die Rektoratsschule Hilden war eine höhere, private Lehranstalt für Knaben mit angeschlossenem Internat und eigener Sternwarte in Hilden. Das im Empirestil der Jahrhundertwende gebaute Backsteinhaus steht heute noch in der Kolpingstraße 9–11. Es ist unter der Denkmalnummer 22 in der Liste der Baudenkmäler in Hilden eingetragen.

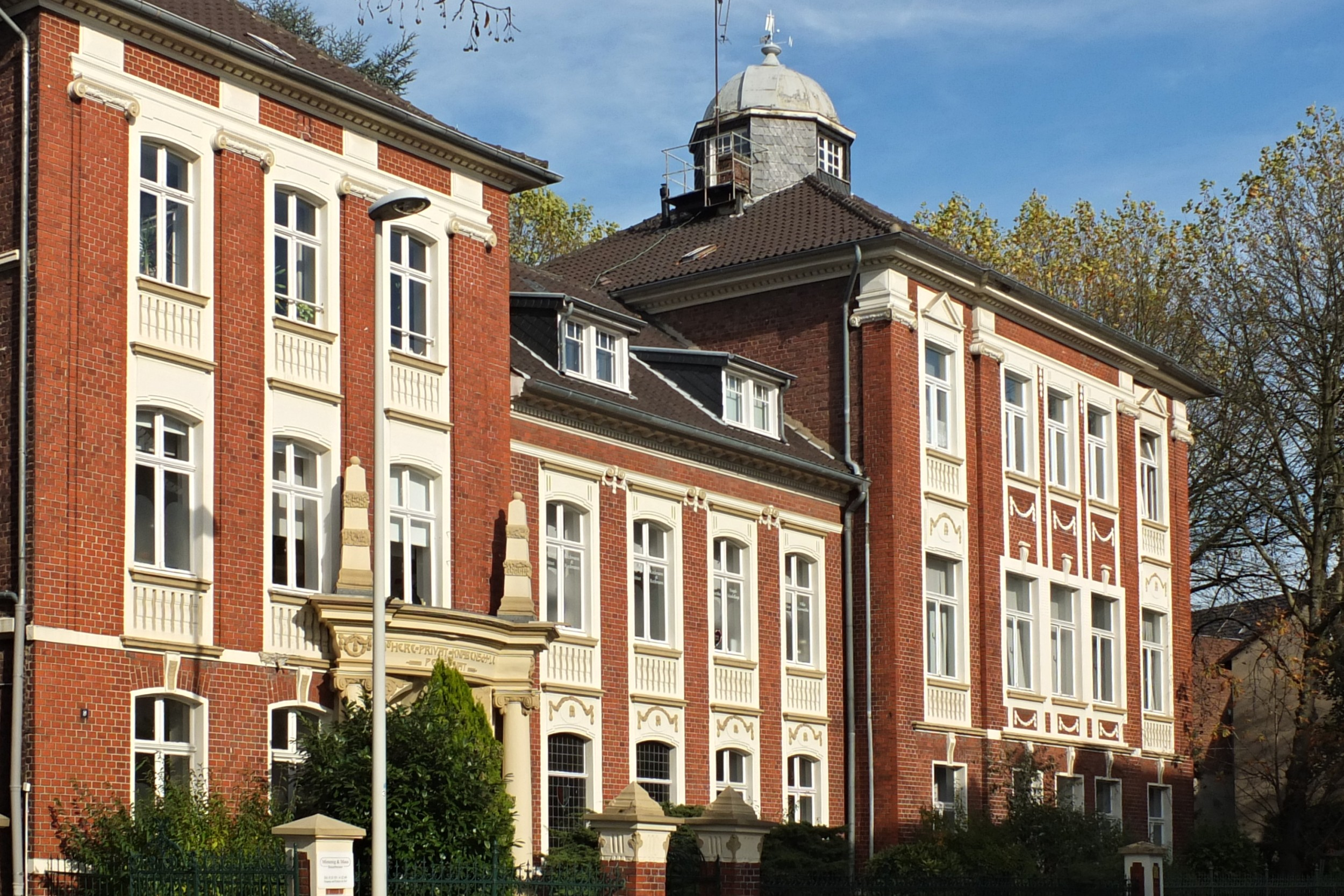
Höhere Privat-Knabenschule und Pensionat

## Geschichte

### Städtische höhere Knabenschule

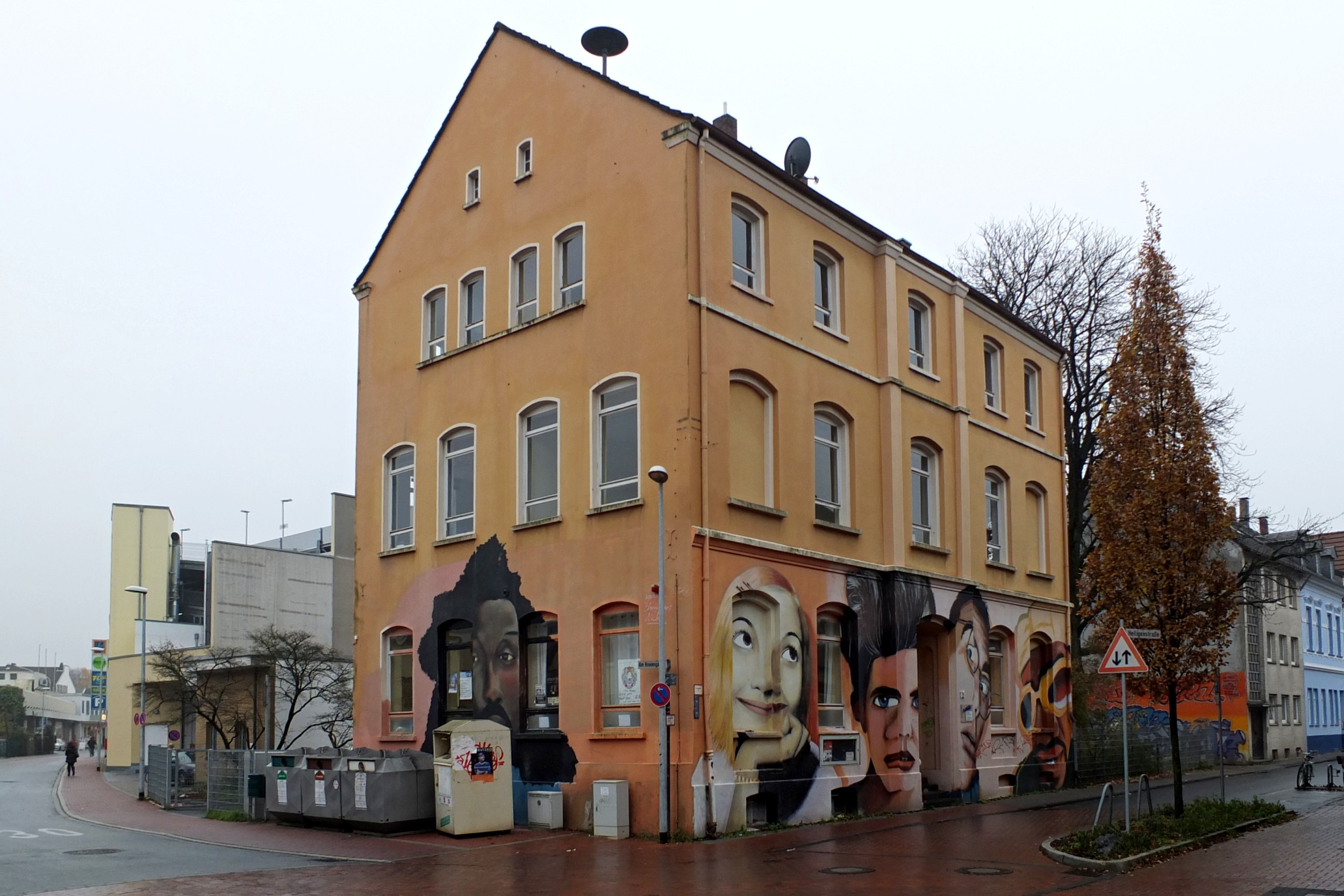
Schulgebäude Heiligenstr. 13, zuletzt JuEck, 2015 abgerissen

In der Amtszeit von Bürgermeister Joseph Johann Pabst (1865–1877) wurde das Schulwesen in Hilden ausgebaut. Am 7. März 1870 beschloss der Hildener Stadtrat, eine städtische höhere Knabenschule (Rektoratsschule) zu errichten. Die Genehmigung der königlichen Regierung dazu wurde am 25. Mai 1870 erteilt.
Die Schuleröffnung mit zwei Klassen folgte im Juli 1870 zunächst in zwei gemieteten Räumen an der Mittelstraße 33 (später 1. Stock im „Ratskeller“, heute befindet sich dort das Modegeschäft Hunkemöller) für 40–50 Schüler. Hilden zählte damals 6.100 Einwohner.
Erster Leiter der Schule war Rektor Karl Heller aus Viersen (1870–1873), dem der Lehrer Richard Wagner zur Seite stand. Heller erhielt als jährliche Besoldung 650 Thaler, Wagner 400 Thaler.
Am  1. Mai 1875, Kretzschmar (1873–1876), war inzwischen Schulleiter geworden, konnte die Schule ein neu errichtetes Gebäude an der Heiligenstraße 13 beziehen.
Auf Kretzschmar folgten Busse (1876–1877) und  Gottlieb Schneider (1877–1896) als Schulleiter. Unter Schneider ging die Schülerzahl in den 1880er Jahren so stark zurück, dass zunächst die Lehrer Robert Friedel (* um 1855;  † 26. September 1894) und Hermann Zimmermann (* 11. Oktober 1852; † 31. Mai 1921) andere Verwendungen bekamen.
1896 war die Schule, die zum Schluss nur noch drei Schüler hatte, finanziell nicht mehr tragbar. Der Schulbetrieb wurde eingestellt, Rektor Carl Gottlieb Schneider († 7. Juli 1898) wurde zusammen mit dem aus Werl stammenden Lehrer Christian Rehbein pensioniert.
In das Schulgebäude an der Heiligenstraße zog nach Erweiterung durch zwei Klassenräume und eine Lehrerwohnung die katholische Mädchenschule ein, die durch Aufspaltung der vorherigen Simultanschule entstanden war.

### Rektoratsschule Schneider
Rektor Gottlieb Schneider wollte für sich selbst eine Privatschule mit Pensionat für auswärtige höhere Schüler gründen und einrichten. Er ließ in drei Bauabschnitten ein Schulgebäude in der Gasstraße gegenüber dem Gaskessel und der Kokerei (seit 1949 Kolpingstraße 9–11) neu errichten. Der erste Bauabschnitt begann 1865. Im Mai 1875 siedelte die Privatschule in den schlichten Backsteinbau über.
Kurz nach Fertigstellung des dritten Bauabschnittes des repräsentativen Baus starb 1898 Gottlieb Schneider. Seine Witwe, Anna Schneider, geb. Bornemann (* um 1852; † 5. Juni 1932) führte die Schule und die Pension bis 1902 weiter. Sie engagierte Lehrkräfte und stellte die Rektoren Granen, Koch und 1899 den Rektor Wilhelm Sostmann (* 18. August 1868 in Kassel; † 12. September 1938 in Bad Godesberg) ein. Die Schülerzahl stieg auf 100 an. Unter Sostmann kam der Theologiekandidat Heinrich Friedrich Röttger am 2. Mai 1900 nach Hilden. Er unterrichtete als Lehrer an der „Rektoratsschule Schneider“. Damals zählte Hilden 10.500 Einwohner.

## Rektoratsschule und Pensionat Röttger

### Rektoratsschule Friedrich Röttger

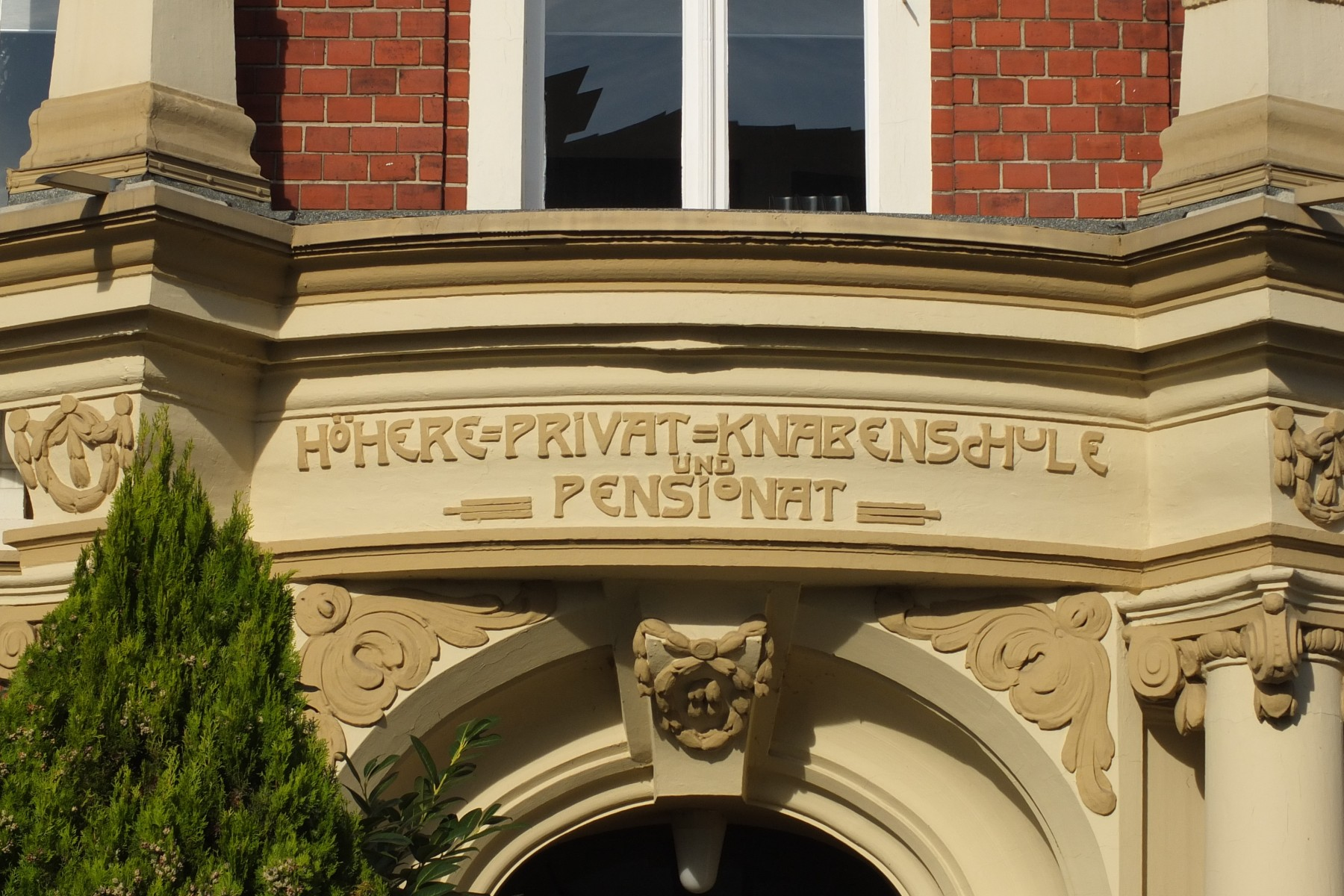
Schulbezeichnung über Eingangstür

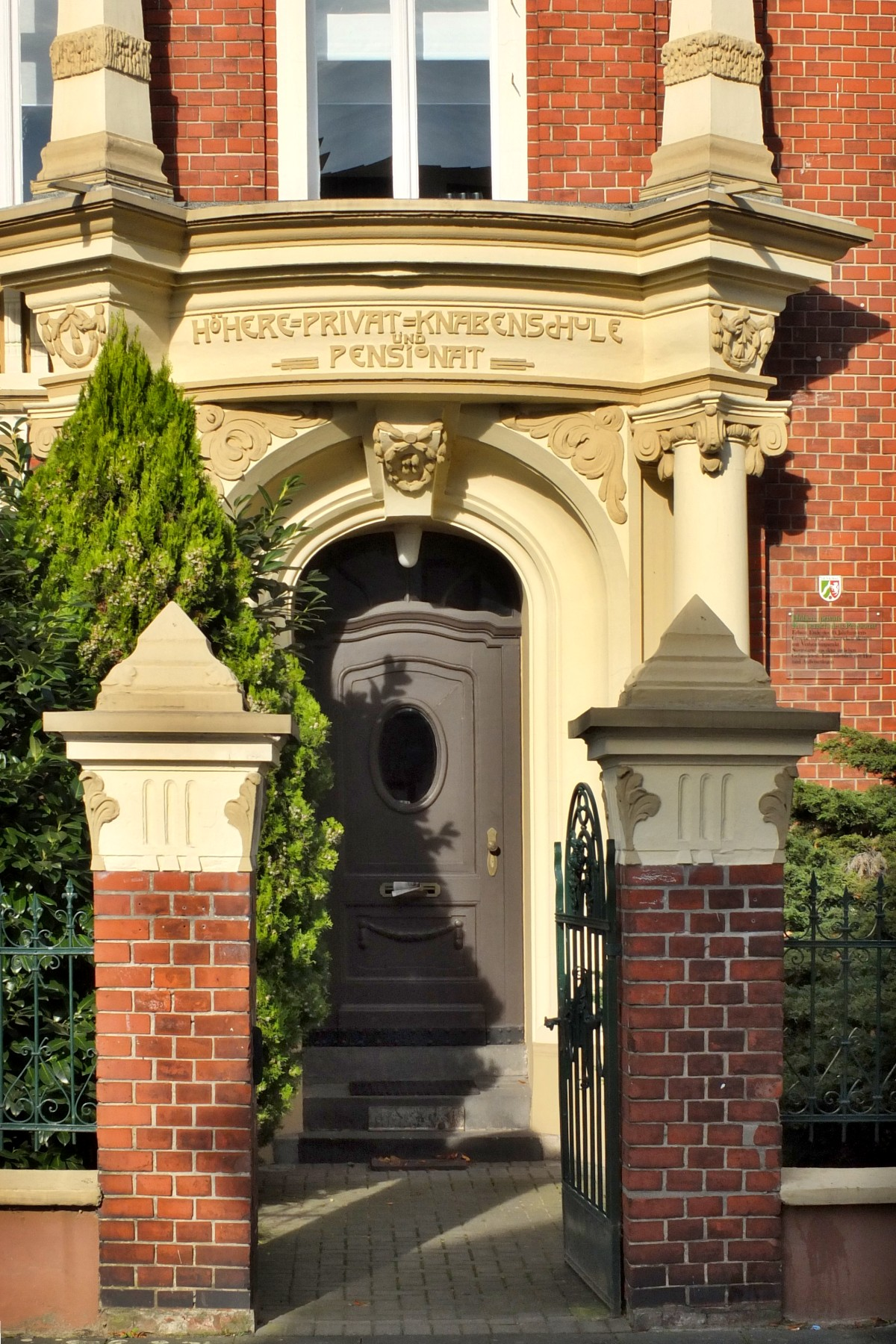
Eingangstür

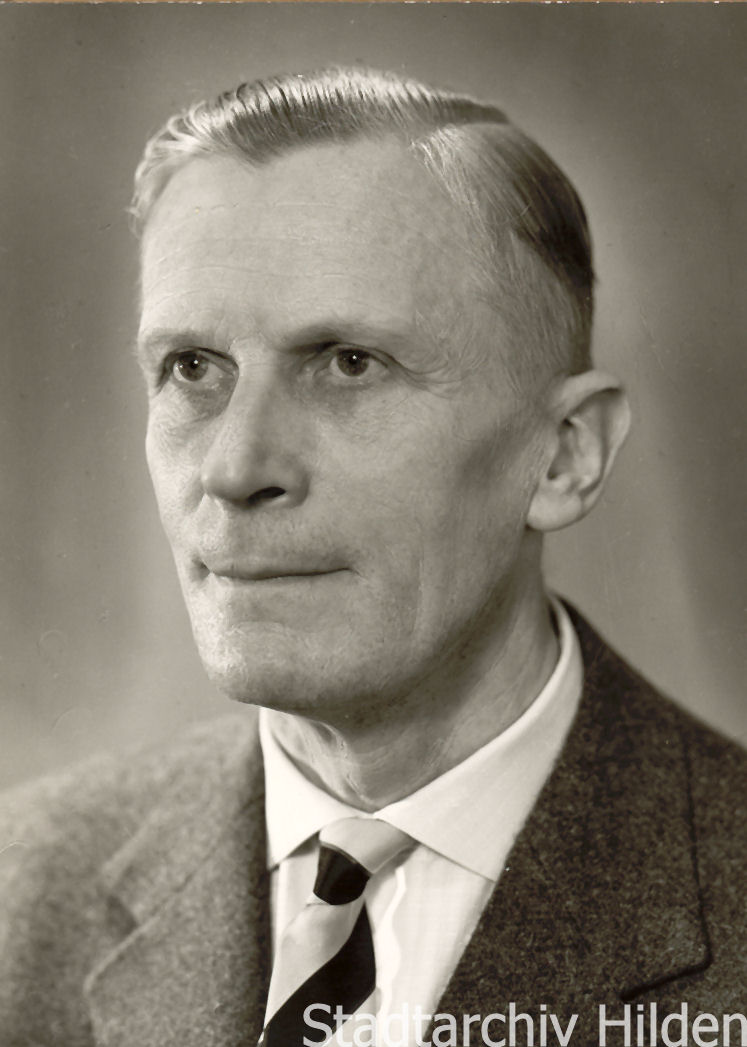
Heinrich Friedrich Röttger

Anna Schneider verkaufte am 17. April 1902 das Gebäude an der Gasstraße an Friedrich Röttger (* 18. Februar 1874 in Lengerich; † 20. Mai 1962 in Hilden). Rektor Friedrich Röttger richtete eine Rektoratsschule ein.
Der Pädagoge aus Lengerich in Westfalen versah das ursprünglich preußisch-nüchterne Backsteingebäude mit Vorbauten, Eingangsportal mit weißen Ornamenten, Säulen und Kapitellen und gab ihm das heutige Aussehen. So imposant das Backsteingebäude von außen wirkt, so prächtig war es seinerzeit im Inneren ausgestattet: Stuckdecken, Butzenscheiben, für die Jahrhundertwende modernste technische Ausstattung, filigrane Holzarbeiten, Glasmalereien und mehr sorgten bei Lehrern, Schülern und Personal für ein angenehmes Ambiente.
Friedrich Röttger heiratete am 23. August 1902 seine erste Frau Clara geb. Schmidt (* 12. Januar 1875 in Düren; † 27. Januar 1927).
Die Anstalt war ab 5. September 1902 mit Pensionat verbunden. Zu dem Pensionat gehörten ein Park (Teil des früheren Kronengartens) und ein Tennisplatz. Frau Röttger führte die Pension.
Das Motto der Schule lautete „Je mehr Wissen desto besser“. Die Schüler konnten Physik mit großen Experimenten im überdurchschnittlich gut ausgerüsteten Labor der Schule erlernen. Das Fach Astronomie konnten die Schüler in der schuleigenen Sternwarte praxisnah erleben.
Die Schule hatte einen guten Ruf. Die Knabenschule und das Pensionat standen unter dem Stern streng-preußischer Bildung und Erziehung. Bis zu 100 Jungen bevölkerten die Schule. Ihre Eltern waren reiche Akademiker und Industrielle oder Botschafter aus Hilden, der Umgebung und dem europäischen Ausland, wie den Niederlanden und Frankreich. Es war auch ein Schüler aus Kuba darunter. Der Gründer der Universität Peking ging durch die Röttgersche Schule.
Die „Rektoratsschule Röttger“ hatte ein Trommler- und Pfeifenkorps und eine eigene Schulfahne. Der Schulbetrieb ging bis zur Obertertia (= Jahrgang 9). Das Pensionat hatte in der Zeit von 1910 bis 1914 einen Stamm von 50 bis 60 Schülern. Um 1930 betreute das Pensionat 42 Schüler.
Schwerpunkt des pädagogischen Konzepts war die individuelle Betreuung. Es galt das Klassenlehrerprinzip, bei dem jeder Lehrer mehrere Fächer erteilte. Die Schultage dauerten bis zum Nachmittag. Hausaufgaben gab es nicht. Damit die Eltern einen Überblick über Schulstoff und Leistungen ihrer Kinder erhielten, erteilte die Schule alle sechs Wochen „Miniaturzeugnisse“.
Einen legendären Ruf besaß während der ganzen Zeit die von Friedrich Röttger eingeführte „Piratenbucht“. Direkt neben dem Schlafzimmer der Röttgers wohnte bzw. hausten im Mehrbettzimmer die besonders rabiaten Flegel. Ein ganz stürmischer Rüpel soll hier sogar fünf Jahre „gesessen“ haben.
Am 13. April 1910 eröffnete in Hilden die städtische Realschule. Sie zog am 27. Januar 1915 in das neue Gebäude an der Gerresheimer Straße 20 um. Auch unter den neuen Hildener Schulverhältnissen hatte die Privatschule noch 50 bis 60 Schüler. Als dann die städtische höhere Schule, das spätere Helmholtz-Gymnasium so weit entwickelt war, konnten die privaten Obertertianer dort in die Untertertia (= Jahrgang 8) übergehen und auch hier das Abitur machen.

### Zeit des Ersten Weltkrieges
Während des Ersten Weltkriegs wurde Friedrich Röttger eingezogen. Seine ebenfalls aus dem Schulfach stammende Gattin meisterte die Schule über die schwierige Zeit hinweg.
Während dieser Zeit blieben die ausländischen Schüler fort. Erst nach dem Krieg kamen wieder ausländische Internatsschüler. Mit ihrer guten Valuta konnten die Inflationsschäden einigermaßen ausgeglichen werden.

### Zeit des Nationalsozialismus und frühe Nachkriegszeit
Im Dritten Reich bestimmte eine Anordnung im Jahr 1937, dass Privatschulen keine neuen Schüler mehr aufnehmen durften. Rektor Röttger musste die Klassen abbauen. Im Jahre 1942 wurde die letzte Klasse verabschiedet.
Während der weiteren Zeit des Nationalsozialismus wurde die Schule geschlossen. Sie diente währenddessen als DRK-Rettungsstelle.
Direkt nach Kriegsende wurde das Gebäude durch die britische Besatzungsmacht beschlagnahmt und Flüchtlingsfamilien und Ausgebombte in das Gebäude einquartiert.
Seit 1946 nutzte die Stadt das Gebäude auch für Berufschulzwecke.

## Pensionat Helmut Röttger
Helmut Röttger (* 29. Mai 1903 in Hilden; † 17. Juni 1984), Sohn von Friedrich Röttger, war ebenfalls Studienrat. Er unterrichtete zuerst in Ratingen und dann am Helmholtz-Gymnasium. Nach dem Tod seiner ersten Frau im Jahr 1927 heiratete Friedrich Röttger am 19. Mai 1928 in Hilden seine zweite Frau Else Anna geb. Stoltz (* 1852 in Ruhrort).
Friedrich Röttger und Helmut Röttger wandelten zusammen ab 1947 das Gebäude in ein Pensionat um. Nach dem Tod von Friedrich Röttger gab Helmut Röttger seine Stelle als Lehrer auf und übernahm 1962 die Gesamtleitung des „Pensionats Röttger“.
Im Laufe der Zeit stieg die Zahl der Pensionsgäste bis auf 55 an. Unterricht gab es nicht mehr im Gebäude. Die Schüler besuchten das Hildener Helmholtz-Gymnasium oder andere weiterführende Schulen.
Helmut Röttger war mit Elisabeth geborene Philips (* 17. Februar 1908 in Marburg an der Lahn; † 8. August 1996) verheiratet. Sie betreute zusammen mit ihrem Mann die Pensionsgäste.
Am 11. September 1978 wurde auch der Betrieb des „Knabenpensionats Röttger“ eingestellt. Am Schluss wohnten noch 37 Jungen im Pensionat. Die Familie Röttger zog sich zurück.

## Sternwarte und Wetterwarte

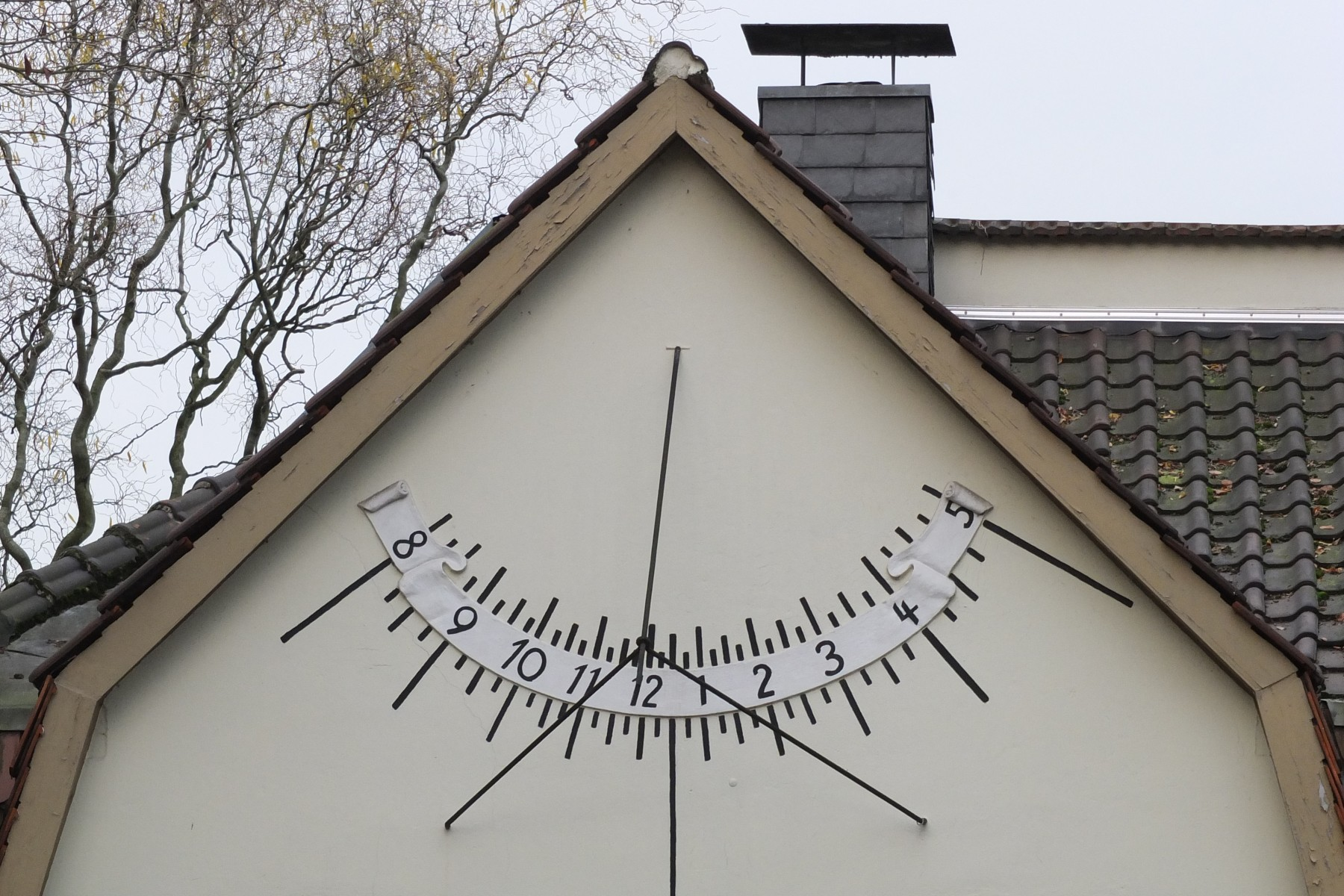
Sonnenuhr am Nebengebäude Kolpingstraße 9

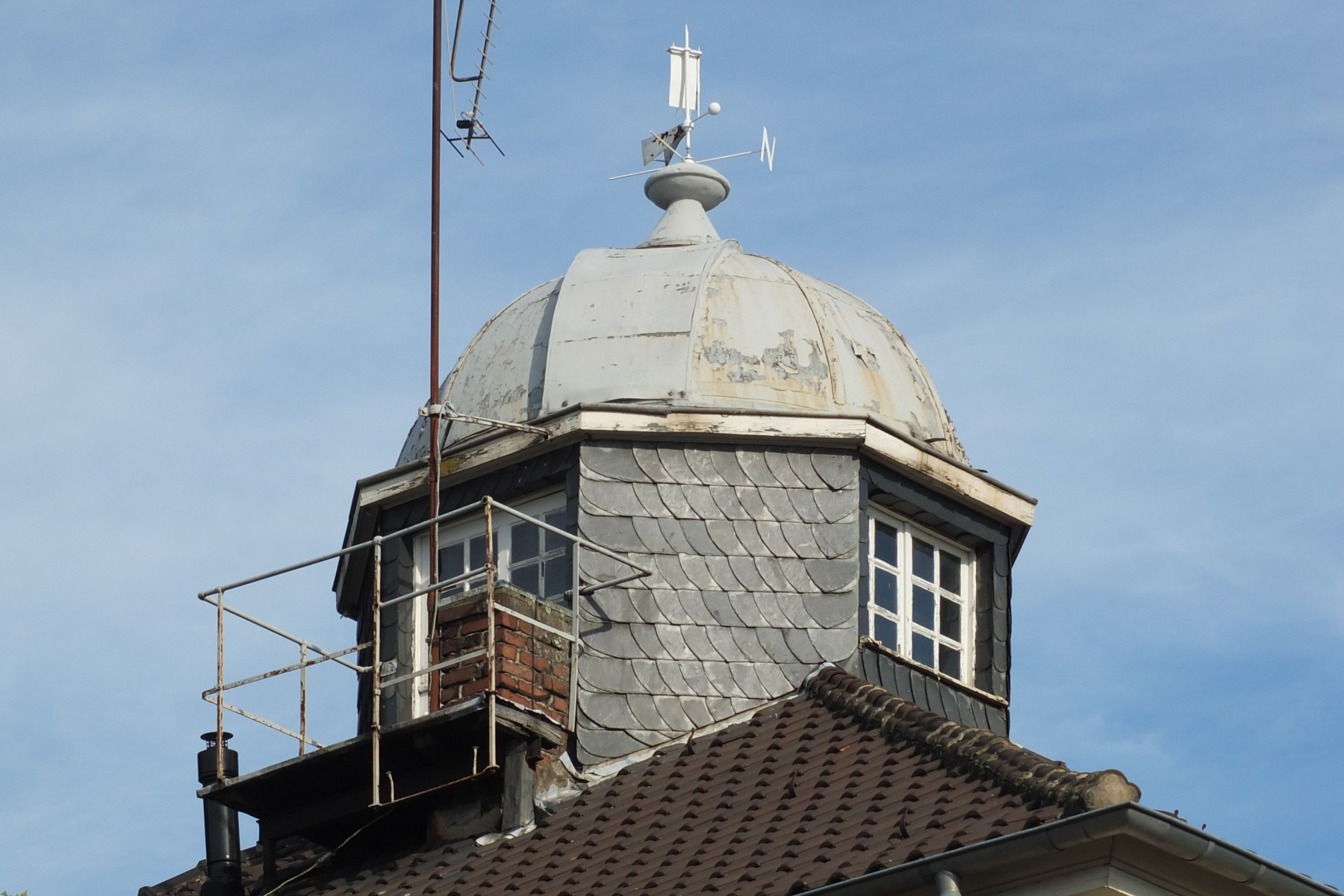
Dach-Observatorium

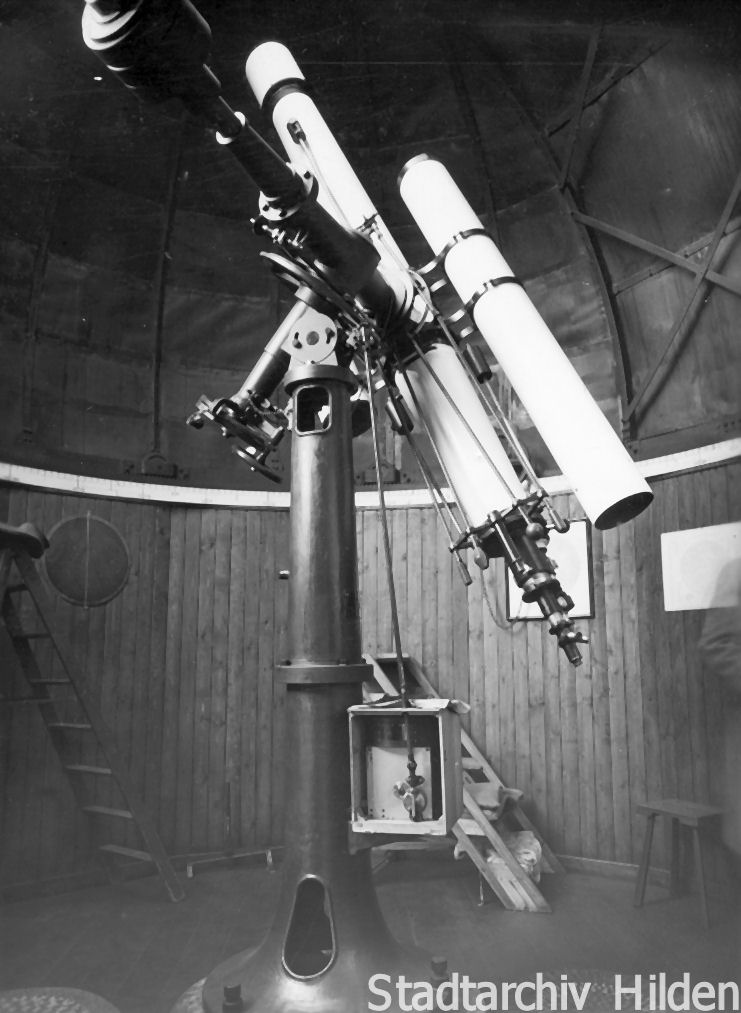
Teleskop

Friedrich Röttger war nicht nur Erzieher, Pädagoge und Schulleiter. Er ließ 1908 auf das Dach der etwa 15 m hohen Knabenschule ein Türmchen mit Observatorium bauen. Das Dach hat die Form einer ziemlich flachen vierseitigen Pyramide. Die Kuppel der Dachkammer mit drei Meter Durchmesser hatte eine Spaltklappe von 60 cm Breite. Sie ließ sich seitwärts verschieben.
Ein parallaktischer Refraktor mit einer Öffnung von fünf Zoll von Reinfelder und Hertel (R&H mit Sitz in München Nähe Pasing) bildete bis zum Ersten Weltkrieg das Hauptinstrument des Linsenteleskops, das auf den nächtlichen Sternenhimmel über Hilden gerichtet war.
Weil Bewegungen im Schulgebäude das Observieren störten, plante Röttger eine Sternwarte im Garten. Doch erst nach dem Ersten Weltkrieg konnte er sie am 8. August 1920 einweihen. Das Gebäude steht heute noch im Garten Ecke Heiligenstraße-Kolpingstraße. Auf einem kreisförmigen Beton-Fundament von 5 m Durchmesser erhebt sich ein etwa 80 cm hoher Ziegelsteinsockel. Auf dieser Mauer ruht das Balkengerüst des 15-eckigen Beobachtungsraumes. Den Abschluss des Unterbaues bildete ein in Form eines Kreisrings geschnittenen Holzkranz. Um erschütterungsfrei Beobachten zu können, war er auf Eisenbahnschienen gelagert. Er trug die Laufschiene und den Zahnkranz zum Bewegen der Kuppel. Die Kuppel selbst, die eine um 50 cm überhöhte Halbkugel von 5 m Durchmesser darstellte, bestand aus einem soliden Gerüst von Band und Winkeleisen, das mit übereinander greifenden, verzinkten Eisenblechplatten regendicht gedeckt war. Die gesamte Konstruktion erreichte insgesamt eine Höhe von sechs Metern. Um große Spaltöffnungen wurden die Spaltklappen in Hälften konstruiert, die sich rechts und links per Handrad verschieben lassen. Der Spalt in der Kuppel konnte bis über den Zenit aufgedreht werden.
Das neue Fernrohr mit einer Öffnung von 190 Millimetern und einer Brennweite von 3,07 Metern kam von der Firma Gustav Heyde in Dresden und kostete 21.000 Reichsmark.  Hinzu kamen kleinere Instrumente wie Hand- oder Prismenfernrohre, Hilfsmittel zu fotografischen Dokumentation des Sternenhimmels.
Die zwanzig Okulare und die von Friedrich Röttger und Mitarbeitern in mühsamer Handarbeit selbst geschliffenen Linsen für das Linsenteleskop wurden dort aufbewahrt.
Hinzu kam ein Fernrohr von Merz mit 97 mm Öffnung und 870 mm Brennweite mit ausgezeichneter Lichtstärke und großem Übersichtsfeld.
Die Uhranlage bestand aus drei Präzisions-Pendeluhren. Eine der Uhren war nach Sternzeit korrigiert und stand in Verbindung mit einem Chronographen der jede Sekunde der Uhr, sowie jeden mittels eines Tasters gegebenen Zeitpunkt registrierte. Die Hauptuhr mit einem Nickelstahl-Kompensationspendel von Straßer und Rohde in Glashütte, wurde mit Hilfe der Zeitzeichensender von Nauen und Paris kontrolliert und zeigte einen sehr befriedigenden Gang.
Das Observatorium war gleichzeitig auch Wetterwarte mit Thermometer und Barometer.
Am Nebengebäude erinnert die Sonnenuhr noch an diese Aktivitäten.

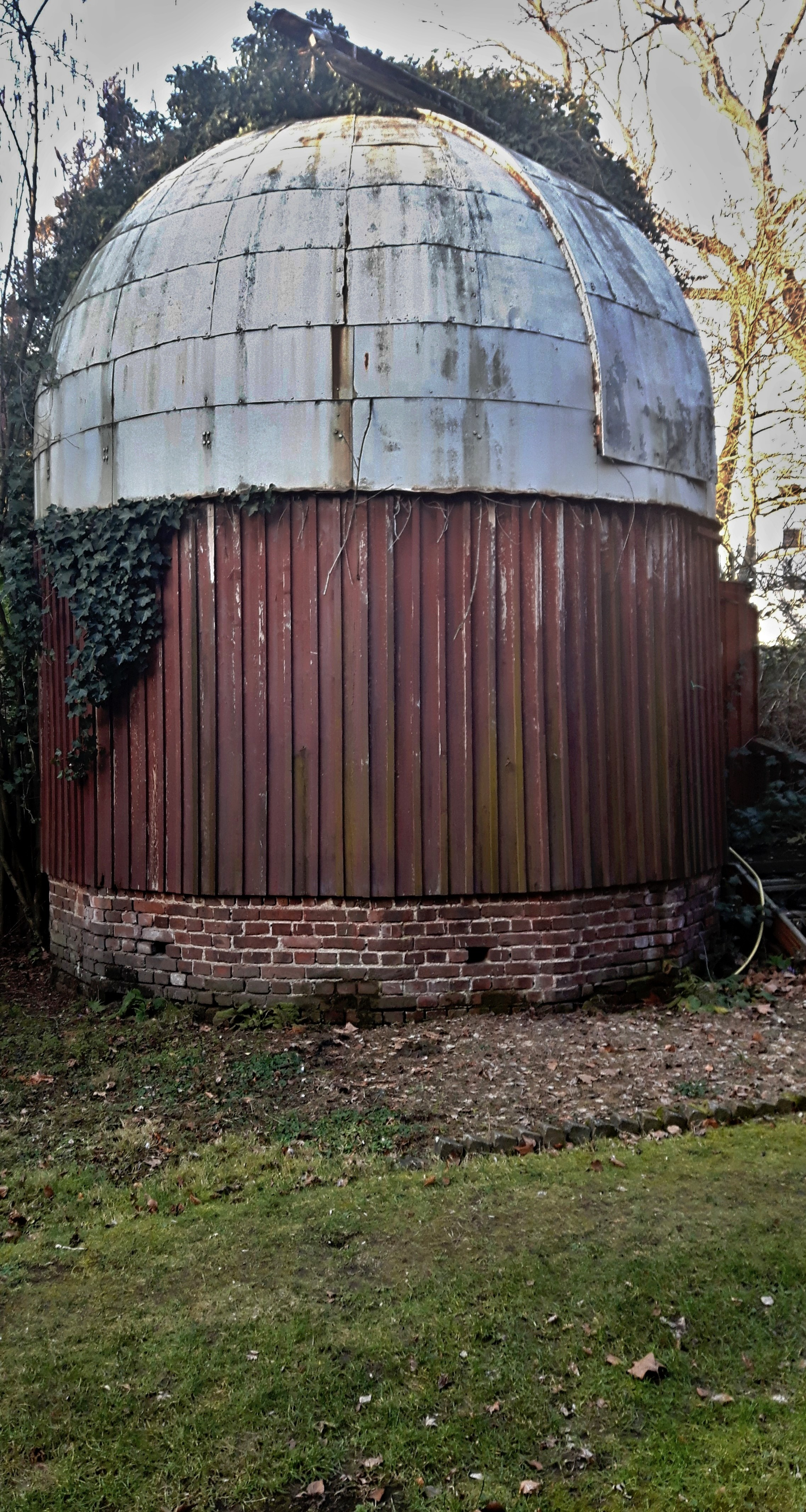
Gartensternwarte Röttger

Friedrich Röttger erhielt im Februar 1957 für die 50-jährige Leitung der Wetterdienststelle die Wetterdienstplakette.
Nicht zu vergessen eine gut ausgestattete Bibliothek mit den wichtigsten astronomischen Zeitschriften und Himmelskarten.
Die Sternwarte stand der Volkshochschule und den Naturwissenschaftlichen Vereinen für Veranstaltungen und Beobachtungsabende zur Verfügung.
Nach der Zäsur durch den Zweiten Weltkrieg kamen handgeschliffene Reflektoren hinzu. Die Sammlung wurde 1950 mit einem Spiegelteleskop erweitert. Es hatte eine Öffnung von 21 Zentimetern (8 Zoll) und eine Brennweite von 1,80 Metern. Dieses Präzisionsinstrument konzipierte und baute Röttger in Eigenregie, gemeinsam mit dem Hildener Ernst Kreut.
In betagtem Alter von 84 Jahren stiftete Röttger dieses Spiegelteleskop der Lengericher Realschule, an der er selbst unterrichtet wurde. Am 9. Mai 1960 weihte der Lengericher Stadtdirektor Artur Anders die Schul- und Volkssternwarte ein.
Die Gartensternwarte steht noch. Sogar sein Fernrohr ist darin noch erhalten.

## Berufsschule
Von 1952 bis 1961 unterrichtete die Berufsschule des Landkreises Düsseldorf-Mettmann im Gebäude an der Kolpingstraße. Im Mai 1952 wurde Diplom-Handelslehrer Erwin Schmidt zum Hildener Berufsschuldirektor gewählt. Nach Fertigstellung der neuen Berufsschule „Am Holterhöfchen“ zog sie im September 1961 nach dorthin um.

## Bergisches Internat
Anfang 1980 erfolgte die Umwandlung und die neue Nutzung in das „Bergische Internat“. Der Internats- und Unterrichtsbetrieb startete am 25. Mai 1980.
Von 1980 bis 1982 war es unter den Schulleitern Peter von den Driesch und Beate Reichenbächer das zweite Internat des „Bergischen Internats (Gut Falkenberg) in Hochdahl“. Erstmals war es für Jungen und Mädchen geöffnet. Das Polytechnische Ausbildungsprogramm förderte in Hilden auch Fotografie als Pflichtfach.
Von den 100 Kindern und Jugendlichen die unterrichtet wurden, wohnten zwölf im Internat. Die zehn Lehrer führten die Kinder zum Hauptschul- und Realschulabschluss. Abitur konnte man dort nicht ablegen.

## Privatschule Klaus Grochla
Im Mai 1986 bekam die Schule den neuen Schulträger Klaus Grochla. Die Schulleiterin wurde Ingrid Wacke. Die „Privatschule Klaus Grochla“ besuchten 70 Schüler.
Das Motto der Projektwoche von 1988 lautete: „Lernen muss nicht mit dem Schulgong aufhören. Lernen muss auch nicht immer durch Zensuren „gefördert“ werden“.
Die Schule lud jährlich „Zum Tag der offenen Tür“ ein.

## Aussiedler- und Asylantenheim
Die erneute pädagogische Nutzung endete freilich endgültig schon nach drei Jahren. Das Gebäude wurde ab 14. September 1989 bis Ende der 1990er Jahre zum städtischen Übergangsheim für Aussiedler und Spätaussiedler und Asylbewerber. Danach war es völlig runter gewohnt.

## Renovierung und neue Nutzung
Mit einer erheblichen Summe restaurierte der Hildener Innenarchitekt Klaus Röttger (* 12. September 1941; † 15. Februar 2012), Enkel von Friedrich Röttger, das ehemalige Schulgebäude. Die alte Bausubstanz des „Schmuckstücks“ inmitten der Stadt wurde nicht angetastet, Stuck und Schmuck sind liebevoll bis ins Detail herausgeputzt, und die moderne Technik des 21. Jahrhunderts sorgt zwar für Wohlbefinden, ist aber nicht zu sehen.
In der Kolpingstraße 9 befinden sich seit 2002 ein Kosmetikinstitut mit Fußpflege, eine Kinder- und Jugendlichenpsychotherapie sowie ein neuropsychologischer Fachdienst.
In der Kolpingstraße 11 plant im Erdgeschoss ein Architekturbüro und in der ersten Etage berät eine Rechtsanwaltskanzlei.